# Futbol Club Barcelona B 2012-2013
Questa voce raccoglie le informazioni riguardanti il Futbol Club Barcelona B, squadra riserve del Futbol Club Barcelona, nelle competizioni ufficiali della stagione 2012-2013.

## Maglie e sponsor
| Casa | Trasferta | Terza Divisa |

## Staff tecnico
- Allenatore: Eusebio Sacristán
- Preparatore dei portieri: Carles Busquets
- Preparatore atletico: José Ramon Callén
- Medico sociale: dott. Xavier Yanguas Leyes
- Fisioterapisti: Jaume Langa Ferrer; Carles Martín; Xavier López

## Rosa[1]
| N. |                    | Ruolo | Calciatore                    |
| -- | ------------------ | ----- | ----------------------------- |
| 1  | Spagna (bandiera)  | P     | Oier Olazábal (vice capitano) |
| 2  | Spagna (bandiera)  | D     | Iván Balliu                   |
| 3  | Spagna (bandiera)  | D     | Sergi Gómez                   |
| 4  | Spagna (bandiera)  | C     | Ilie Sánchez (capitano)       |
| 5  | Spagna (bandiera)  | D     | Carles Planas                 |
| 6  | Spagna (bandiera)  | D     | David Lombán                  |
| 7  | Spagna (bandiera)  | A     | Gerard Deulofeu               |
| 8  | Spagna (bandiera)  | C     | Javier Espinosa               |
| 9  | Spagna (bandiera)  | A     | Luis Alberto                  |
| 10 | Spagna (bandiera)  | C     | Sergi Roberto                 |
| 11 | Spagna (bandiera)  | A     | Cristian Tello                |
| 12 | Brasile (bandiera) | C     | Rafinha                       |
| 13 | Spagna (bandiera)  | P     | Jordi Masip                   |
| 14 | Spagna (bandiera)  | C     | Patricio Gabarrón             |

| N. |                            | Ruolo | Calciatore              |
| -- | -------------------------- | ----- | ----------------------- |
| 15 | Spagna (bandiera)          | C     | Kiko Femenía            |
| 16 | Guinea-Bissau (bandiera)   | D     | Edgar Ié                |
| 17 | Spagna (bandiera)          | D     | Cristian Lobato         |
| 18 | Portogallo (bandiera)      | C     | Agostinho Cá            |
| 19 | Spagna (bandiera)          | D     | Sergio Juste            |
| 20 | Portogallo (bandiera)      | C     | Luís Gustavo Ledes      |
| 21 | Spagna (bandiera)          | C     | Jordi Quintillà         |
| 22 | Argentina (bandiera)       | A     | Sergio Araujo           |
| 23 | Spagna (bandiera)          | C     | Miguel Ángel Sainz-Maza |
| 24 | Spagna (bandiera)          | C     | Joan Ángel Román        |
| 25 | Spagna (bandiera)          | P     | Miguel Bañuz            |
| 34 | Camerun (bandiera)         | A     | Jean Marie Dongou       |
| 35 | Spagna (bandiera)          | D     | Alejandro Grimaldo      |
|    | Rep. Dominicana (bandiera) | D     | Carlos Julio Martínez   |

## Stagione

### Segunda División

#### Classifica
|                   | Squadra      | G  | PNT | V | N | P | RF | RS |  |
| ----------------- | ------------ | -- | --- | - | - | - | -- | -- |  |
| Spagna (bandiera) | Barcellona B | 15 | 23  | 7 | 2 | 6 | 32 | 24 |  |